# メモオフみっくす
『メモオフみっくす』(Memories Off Mix)は、2003年9月25日にKIDから発売されたPlayStation 2用ゲームソフト。2005年3月24日にサクセスよりSuperLite2000シリーズ版も発売されている（両者ともCEROレーティング全年齢対象）。
Memories Offシリーズの初期3作品、『Memories Off』・『Memories Off 2nd』・『想い出にかわる君 〜Memories Off〜』のキャラクターを使用したバラエティゲームである。
同シリーズの作品は後年そのほとんどが他媒体に移植されているが、この『メモオフみっくす』はPS2でしか出ていない。シリーズが長期化しているのに初期3作の内容のままでは出しづらく、かといって手を加えようにもキャラクターの音声を用意するのが困難であるためらしい。
本作のストーリーモードには、主人公を務める信の容姿を3作の中から選べる「稲穂信セレクトシステム」が実装されており、これによって登場人物の反応が変わってくる。いたって簡素な仕組みではあるが、他のメモオフ作品は選択肢に従って文章を読み進めるという基礎的な操作だけで展開するので、2010年に『メモリーズオフ ゆびきりの記憶』が「ゆびきり分岐システム」を導入するまでは、シリーズ唯一のゲーム内容に影響するシステムだった。

## ストーリー
ある日、信のもとに天国に行ったはずの彩花が現れた。聞けば、下界に降りてきたのはいいものの「天使の羽」をなくしてしまって、帰ることができなくなったのだという。また、彩花の姿は信にしか見えない。そのうえ彩花自身も天使の羽がどのようなものか知らなかった。
困り果てた信がつばめ先生に相談すると、彼女は「天まで届くような願い事こそ、天使の羽」ということを（なぜか都合よく）教えてくれた。そんな願い事の持ち主……唯笑、ほたる、カナタの望みをかなえ、彩花を天へと還すために信は奔走する。

## ゲーム内容
本作は先述した3作の共通の登場人物である稲穂信を主人公とし、3作のヒロインたちとミニゲームで対戦しながら桧月彩花が無くした「天使の羽」を探すストーリーモードと、登場するミニゲームで任意のキャラと対戦するモードに分かれている（モードの選択はこれらの作品の舞台となっている地域のマップで行う）。
ミニゲーム対戦で勝つことで獲得できるポイントによりCGを集めるのが目的となる。

### メモじゃん
ポンジャンに似たタイプの絵合わせゲーム。特殊ルールとして以下のルールがある。
- プレイヤーのツモ時に、有利な効果をもたらすアイテムを引く場合がある。アイテムを引いた場合は自動的にストック（もしくはその場で使用）され、更に1枚ツモする。
- リーチ時や和了時に気力が加算され、5ポイント以上で和了点が2倍になる「必殺リーチ」が、10ポイントで一発+和了点2倍の「超必殺リーチ」が使える。
- オールマイティは2種類あり、その他の持ち牌との組み合わせで役が成立する場合もある。

### その他のゲーム
バトルパズル
36ピースの対戦型ジグソーパズル。ピースをセットした際にアイテムを発見することがあり、使用することで相手の妨害や自分の補助が可能。先に36ピース全てをセットした方が勝ち。
15パズル
15ピースのスライドパズルでの対戦。拾ったアイテムによる相手への妨害も可能。先に絵柄を完成させた方が勝ち。
スピード
トランプのスピード。ただしオールマイティのジョーカーが2枚入っている。
クイズ
3作品に関するクイズ。一定数以上正解できればCGもしくはポイントを獲得して次のステージへ、正解できなければゲームオーバー。なお、このクイズは隠しモードとなっており、ポイントと交換で出現する。

## 登場キャラクター
稲穂信 （いなほ しん）
声 : 間島淳司
桧月彩花 （ひづき あやか）
声 : 山本麻里安
今坂唯笑 （いまさか ゆえ）
声 : 那須めぐみ
伊吹みなも （いぶき みなも）
声 : 河合久美
音羽かおる （おとわ かおる）
声 : 田村ゆかり
双海詩音 （ふたみ しおん）
声 : 利田優子
霧島小夜美 （きりしま こよみ）
声 : 浅野るり
白河ほたる （しらかわ ほたる）
声 : 水樹奈々
南つばめ （みなみつばめ）
声 : 池澤春菜
飛世巴 （とびせ ともえ）
声 : 仲西環
寿々奈鷹乃 （すずな たかの）
声 : 千葉紗子
白河静流 （しらかわ しずる）
声 : 菊池志穂
相摩希 （そうま めぐみ）
声 : 南里侑香
相摩望 （そうま のぞみ）
声 : 南里侑香
舞方香菜 （まいかた かな）
声 : 松来未祐
黒須カナタ （くろす かなた）
声 : 福井裕佳梨
荷嶋音緒 （かしま ねお）
声 : 清水愛
荷嶋深歩 （かしま みふ）
声 : 白鳥由里
鳴海沙子 （なるみ いさこ）
声 : 川澄綾子
北原那由多 （きたはら なゆた）
声 : 高橋美佳子
児玉響 （こだま ひびき）
声 : 浅野真澄
百瀬環 （ももせ たまき）
声 : 沢城みゆき
飛田扉（ひだ とびら）
声 : 志倉千代丸

## スタッフ
- キャラクターデザイン : ささきむつみ、松尾ゆきひろ、輿水隆之
- シナリオ : たきもとまさし、松川しゅうさく、林直孝
- 音楽 : 阿保剛
- 主題歌 : MEMORIE I・N・G
作詞・作曲 : 志倉千代丸、編曲 : 吉原かつみ / 歌 : みんな[注 3]
もともとは初代『Memories Off』のドラマCDに収録されていた曲。